# Бруно Балланті
Бруно Балланті (італ. Bruno Ballanti, 15 квітня 1906, Тіволі — 25 грудня 1977, Рим) — італійський футболіст, що грав на позиції воротаря. По завершенні ігрової кар'єри — тренер.
Виступав, зокрема, за клуби «Рома» та «Фіорентіна».

## Ігрова кар'єра
У дорослому футболі дебютував 1922 року виступами за команду «Тіволі», в якій провів чотири сезони. 
Протягом 1926—1927 років захищав кольори клубу «Альба Аудаче».
В 1927 році команда об'єдналась з кількома іншими римськими колективами, утворивши клуб «Рома», до складу якого приєднався Маріо. Відіграв за «вовків» наступні три сезони своєї ігрової кар'єри. В 1928 році став з командою переможцем Кубка КОНІ, турніру, який двічі проводився в 1927 і 1928 роках для клубів, які не потрапили до фінального турніру національного чемпіонату.
1930 року уклав контракт з клубом «Фіорентіна», у складі якого провів наступні чотири роки своєї кар'єри гравця.  Граючи у складі «Фіорентіни» також здебільшого виходив на поле в основному складі команди.
Згодом з 1934 по 1939 рік грав у складі команд «Піза», «Теверкальчьо» та «Альба Рома».
Завершив ігрову кар'єру у команді «Тіволі», у складі якої вже виступав раніше. Повернувся до неї 1945 року, захищав її кольори до припинення виступів на професійному рівні в 1946.

## Кар'єра тренера
Розпочав тренерську кар'єру невдовзі по завершенні кар'єри гравця, 1947 року, очоливши тренерський штаб клубу «Арко-Юве».
Протягом тренерської кар'єри також очолював команди «Італькабле», «Акуїла » та «Тіволі».
Останнім місцем тренерської роботи був клуб «Тіволі», головним тренером команди якого Бруно Балланті був з 1956 по 1957 рік.
Помер 25 грудня 1977 року на 72-му році життя у місті Рим.

## Статистика виступів

### Статистика клубних виступів
| Сезон                  | Команда                | Чемпіонат              | Чемпіонат | Чемпіонат | Національний кубок | Національний кубок | Національний кубок | Усього | Усього |
| Сезон                  | Команда                | Ліга                   | Ігор      | Голів     | Ліга               | Ігор               | Голів              | Ігор   | Голів  |
| ---------------------- | ---------------------- | ---------------------- | --------- | --------- | ------------------ | ------------------ | ------------------ | ------ | ------ |
| 1922–23                | «Тіволі»               | 2D                     | ?         | -?        | -                  | -                  | -                  | ?      | -?     |
| 1923–24                | «Тіволі»               | 1D                     | 9         | -18       | -                  | -                  | -                  | 9      | -18    |
| 1924–25                | «Тіволі»               | 2D                     | ?         | -?        | -                  | -                  | -                  | ?      | -?     |
| 1925–26                | «Тіволі»               | 2D                     | ?         | -?        | -                  | -                  | -                  | ?      | -?     |
| 1926–27                | «Альба Аудаче»         | ЧІ                     | 11        | -21       | КІ + КК            | 1 + 8              | -4 + –20           | 20     | -45    |
| 1927–28                | «Рома»                 | ЧІ                     | 5         | -8        | КК                 | 14                 | -15                | 19     | -23    |
| 1928–29                | «Рома»                 | ЧІ                     | 30        | -34       | -                  | -                  | -                  | 30     | -34    |
| 1929–30                | «Рома»                 | A                      | 34        | -52       | -                  | -                  | -                  | 34     | -52    |
| Усього за «Рому»       | Усього за «Рому»       | Усього за «Рому»       | 69        | -94       |                    | 14                 | -15                | 83     | -109   |
| 1930–31                | «Фіорентіна»           | B                      | 33        | -27       | -                  | -                  | -                  | 33     | -27    |
| 1931–32                | «Фіорентіна»           | A                      | 33        | -35       | -                  | -                  | -                  | 33     | -35    |
| 1932–33                | «Фіорентіна»           | A                      | 34        | -38       | -                  | -                  | -                  | 34     | -38    |
| 1933–34                | «Фіорентіна»           | A                      | 24        | -40       | -                  | -                  | -                  | 24     | -40    |
| Усього за «Фіорентіну» | Усього за «Фіорентіну» | Усього за «Фіорентіну» | 124       | -140      |                    | -                  | -                  | 124    | -140   |
| 1934–35                | «Піза»                 | B                      | 23        | ?         | -                  | -                  | -                  | 23     | -?     |
| 1935–36                | «Піза»                 | B                      | 32        | -43       | КІ                 | 1                  | -3                 | 33     | -46    |
| 1936–37                | «Піза»                 | B                      | 26        | -31       | КІ                 | 2                  | -4                 | 28     | -35    |
| Усього за «Пізу»       | Усього за «Пізу»       | Усього за «Пізу»       | 81        | -74+      |                    | 3                  | -7                 | 84     | -81+   |
| 1937–38                | «Теверкальчо»          | 1D                     | ?         | ?         | -                  | -                  | -                  | ?      | ?      |
| 1938–39                | «Альба Рома»           | 1D                     | ?         | ?         | -                  | -                  | -                  | ?      | ?      |
| 1945–46                | «Тіволі»               | C                      | 15        | -?        | -                  | -                  | -                  | 15     | -?     |
| Усього за «Тіволі»     | Усього за «Тіволі»     | Усього за «Тіволі»     | ?         | -?        |                    | -                  | -                  | ?      | -?     |
| Усього за кар'єру      | Усього за кар'єру      | Усього за кар'єру      | ?         | -?        |                    | ?                  | -?                 | ?      | -?     |

## Титули і досягнення
- Володар Кубка КОНІ (1):

«Рома»: 1928